# Femmes entre elles (revue)
Femmes entre elles est une revue pour lesbiennes québécoise fondée en 2002 par Thérèse Perron. La revue est publiée pendant 10 ans, jusqu'en 2012.             

## Historique
C'est en 2002, que Thérèse Perron, première éditrice de la revue, fonde la revue, elle sera sous sa charge jusqu'en 2009,, date à laquelle Ginette Lauzon prend le relais jusqu'en 2012, alors que Thérèse Perron combat un cancer. En 2011, le magazine sera rebaptisé Entre Elles, sous une division d'Elles Média.
Puis, c'est sous une nouvelle équipe, sous l'égide d'André Gagnon, propriétaire des magazines gais Être et 2B, que la revue Entre Elles sera publiée jusqu'en 2012.               
Malgré la cession de la publication de la revue en 2012, la formule web du magazine persiste pendant plusieurs années sous le nom d'Être pour elles, une division d'Être multimédia, alors rachetée par RG Magazine sous André Gagnon, qui possède aussi cette revue gaie.               

### Contenu
La revue se veut un répertoire des actualités et des événements lesbiens, elle ne revêt pas d'axe politique spécifique, à l'instar d'autres revues lesbiennes québécoises la précédant.     
À l'exception de ses tout premiers numéros, Femmes entre elles publie bimestriellement ses revues sous forme de doubles numéros de 64 pages, les numéros passeront à 48 pages dès 2009, au moment où Ginette Lauzon prend la relève de la première éditrice, Thérèse Perron.      
Au tournant de l'année 2011, le format du magazine s'agrandit et le volume de pages varieront de numéro en numéro.     
Dans son numéro célébrant son 10ᵉ anniversaire (mai 2012), l'équipe de la revue dresse un portrait de dix femmes marquantes pour la communauté lesbienne québécoise, on y met de l'avant : Agnès Maltais, Diane Heffernan, Irène Demczuk, Line Chamberland, Ann Robinson, Marie-Claire Blais, Nicole Brossard, Mona Greenbaum, Monique Giroux et Charlie Boudreau. 

### Distribution
La revue bimestrielle Femmes entre elles est gratuite et publiée à 10 000 exemplaires, elle est la dernière revue lesbienne à avoir circulé gratuitement dans le Village. L'édition web du magazine Entre elles est en activité de 2010 à 2017,.  
Le dernier numéro papier d'Entre Elles paraît en septembre 2012, c'est le 122ᵉ.   